# Trại tập trung Buchenwald

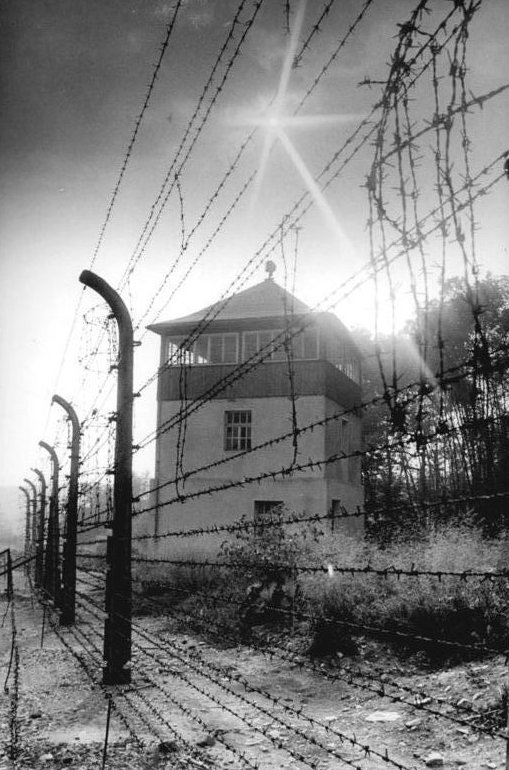
Tháp canh ở khu tưởng niệm Buchenwald, năm 1983

Trại tập trung Buchenwald (tiếng Đức: Konzentrationslager (KZ) Buchenwald, IPA: [ˈbuːxənvalt] (rừng cây sồi) là một trại tập trung do Đức Quốc xã lập ra ở Ettersberg (núi Etter) gần Weimar, Đức, trong tháng 7 năm 1937, một trong các trại tập trung đầu tiên và lớn nhất trên đất Đức, sau trại tập trung Dachau được dựng lên 4 năm trước đó.
Các tù nhân từ khắp châu Âu và Liên Xô—các người Do Thái, Ba Lan và Slovenes, các người bệnh tâm thần, các người khuyết tật bẩm sinh, các tù nhân chính trị và tôn giáo, các người Di-gan và Sinti, hội viên Hội Tam Điểm, nhân chứng Giê-hô-va, các tội phạm hình sự, các người đồng tính luyến ái, và các tù binh— bị giam giữ trong trại, chủ yếu phải làm việc như người lao động cưỡng bách trong các xưởng vũ khí địa phương. Từ năm 1945 tới 1950, trại này được Nhà cầm quyền chiếm đóng Xô Viết sử dụng làm trại giam gọi là "Trại đặc biệt của Dân ủy Nội vụ" số 2.
Ngày nay các di tích của Trại tập trung Buchenwald được dùng làm nơi tưởng niệm, nơi triển lãm thường xuyên và nơi bảo tàng.

## Lịch sử

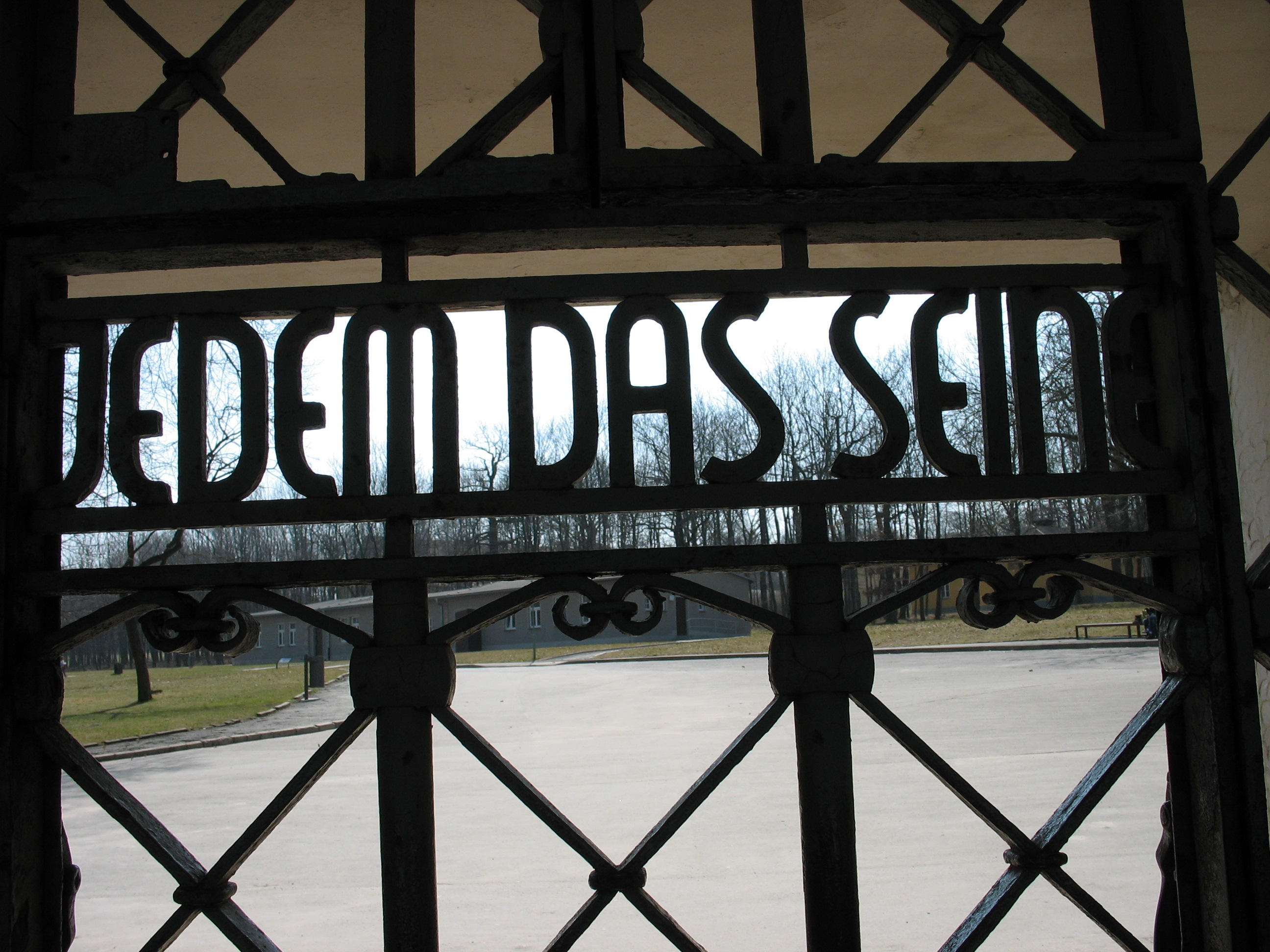
cổng chính vào trại tập trung Buchenwald, với khẩu hiệu Jedem das Seine (nghĩa đen = ‘’ai có phần nấy’’, nhưng nghĩa bóng = ‘’mỗi người nhận phần xứng đáng của mình’’). Khẩu hiệu chỉ có thể đọc từ phía bên trong

Năm 1937, Đức Quốc xã dựng lên Trại tập trung Buchenwald, gần Weimar. Có một khẩu hiệu gắn vào cổng chính của trại ghi Jedem das Seine (nghĩa đen = ‘’ai có phần nấy’’, nhưng nghĩa bóng = ‘’mỗi người nhận phần xứng đáng của mình’’). Trại tập trung này hoạt động cho tới ngày nó được giải phóng năm 1945. Từ năm 1945 tới năm 1950, trại này do Liên Xô sử dụng làm "Trại đặc biệt của Dân ủy Nội vụ" để giam các tù nhân Đức. Ngày 6.1.1950, Liên Xô trao trại này cho "Bộ Nội vụ Cộng hòa Dân chủ Đức" (Đông Đức).
Ban đầu, trại được đặt tên theo đồi Ettersberg, nhưng sau này đặt tên lại là Buchenwald (‘’Rừng cây sồi’’). Goethe Eiche (cây sồi của Goethe) ở trong khuôn viên trại, gốc cây này (sau khi đốn) hiện được bảo quản như là thành phần của khu tưởng niệm.
Từ tháng 4 năm 1938 tới tháng 4 năm 1945, khoảng 238.380 người thuộc nhiều quốc tịch khác nhau trong đó có 350 tù binh chiến tranh (POW) của Lực lượng Đồng minh phương Tây đã bị giam trong trại tập trung Buchenwald. Người ta ước tính có khoảng 56.000 tù nhân chết trong trại.
Trong đợt ném bom của Hoa Kỳ ngày 24.8.1944 nhắm vào xưởng vũ khí bên cạnh trại, đã có nhiều trái bom – trong đó có cả các bom gây cháy – cũng rơi vào trại gây cho nhiều tù nhân bị thương vong (2.000 tù nhân bị thương và 388 bị tử vong).
Ngày nay các di tích của trại được dùng làm nơi tưởng niệm, nơi triển lãm thường xuyên và khu bảo tàng do "Quỹ công trình tưởng niệm Buchenwald & Mittelbau-Dora" quản lý. Quỹ này cũng trông nom khu tưởng niệm trại Mittelbau-Dora.

## Nhân viên

### Các viên chỉ huy trại

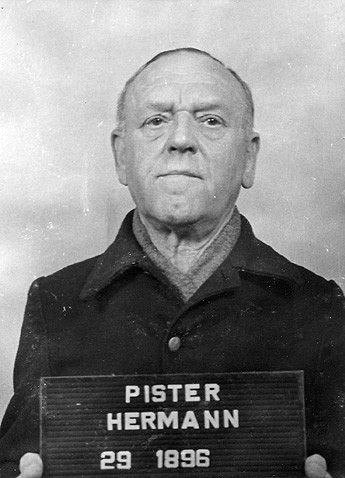
SS-StandartenführerHermann Pister

- SS-Sturmbannführer (tương đương thiếu tá): Jacob Weiseborn (1937-1939)
- SS-Obersturmbannführer (tương đương trung tá): Karl Otto Koch (1939–1942)
- SS-Standartenführer (tương đương đại tá): Hermann Pister (1942–1945)

Viên chỉ huy thứ nhì của trại tập trung Buchenwald là Karl Otto Koch, người điều hành trại từ năm 1937 tới năm 1941. Người vợ thứ hai của ông ta, Ilse Koch, đã nổi tiếng là Die Hexe von Buchenwald ("mụ phù thủy của Buchenwald") vì tính hung ác và tàn bạo của mụ. Koch có một vườn động vật do công sức của các tù nhân dựng lên, trong đó có một Bärenzwinger (vùng thấp cho các con gấu ra nô đùa để người nhìn xuống xem) đối diện với Appellplatz (nơi tập trung tù nhân để điểm danh). 
Bản thân Koch cuối cùng cũng bị chính quyền Đức Quốc xã nhốt trong trại Buchenwald vì tội xúi giục giết người. Các cáo buộc do hoàng thân Waldeck và Dr. Morgen đưa ra, sau đó còn thêm các cáo buộc tội tham nhũng, biển thủ, buôn bán chợ đen, và khai thác sức lao động của tù nhân cho lợi ích cá nhân. Các viên chức khác của trại cũng bị buộc tội, kể cả Ilse Koch. Phiên tòa đã xử Karl Koch bị tử hình vì đã làm ô nhục cho cả bản thân và cơ quan SS; ông ta bị xử bắn ngày 5.4.1945, một tuần lễ trước khi quân đội Hoa Kỳ tới giải phóng trại. Ilse Koch bị xử phạt 4 năm tù sau khi chiến tranh kết thúc. Hình phạt của bà ta đã được giảm xuống 2 năm tù và bà đã được phóng thích, nhưng rồi bà lại bị chính quyền Đức thời hậu chiến bắt và xử phạt tù chung thân. Bà ta đã tự tử trong xà lim nhà tù ở Bayern trong tháng 9 năm 1967. 
Người chỉ huy thứ ba và cuối cùng của trại này là Hermann Pister (1942–1945). Ông ta đã bị xét xử năm 1947 (Các phiên tòa Dachau) và bị tuyên án tử hình, nhưng ông ta đã chết trong tháng 9 năm 1948 do bệnh tim trước khi bản án được thi hành.

### Các nữ tù nhân và các giám thị

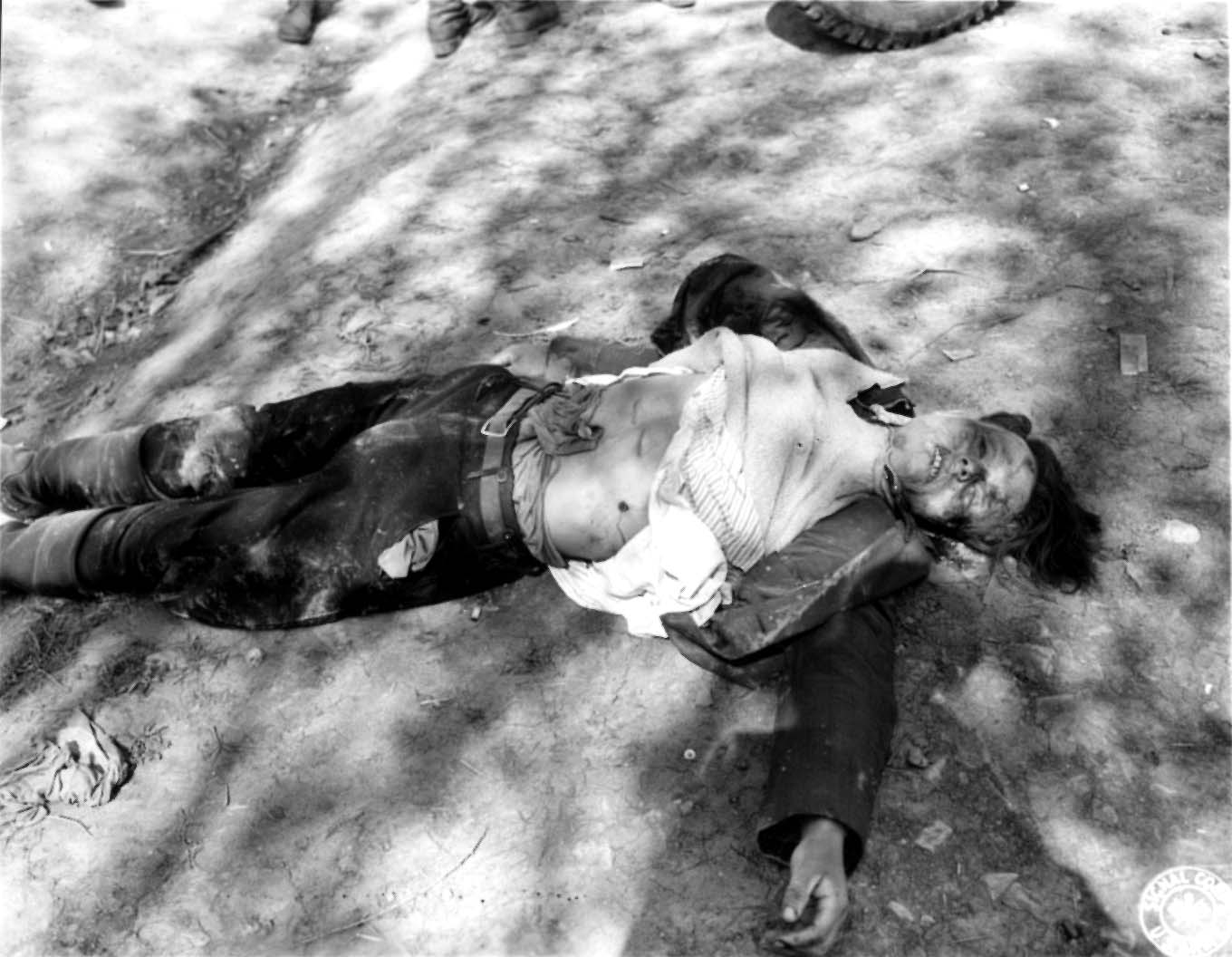
Nữ lính gác Đức chết ở Trại tập trung Ohrdruf. Cô ta bị giết bởi Lực lượng Đồng minh hoặc bởi các tù nhân

Số lượng phụ nữ bị giam trong trại tập trung Buchenwald là khoảng từ 500 tới 1.000 người. Những phụ nữ bị giam đầu tiên là 20 nữ tù nhân chính trị được các lính gác phụ nữ SS (Aufseherin) áp tải; những nữ tù nhân này được đưa từ trại tập trung Ravensbrück tới trại Buchenwald trong năm 1941 và bị cưỡng bách làm nô lệ tình dục trong nhà thổ của trại. Cơ quan SS sau đó đã sa thải người phụ nữ cai quản nhà thổ về tội tham nhũng và trao nhiệm vụ này cho "brothel mothers" (‘’các mẹ nhà thổ’’) theo lệnh của đơn vị trưởng SS Heinrich Himmler.
Tuy nhiên, phần lớn nữ tù nhân được đưa tới trại này trong các năm 1944, 1945 là từ các trại khác, chủ yếu là từ trại tập trung Auschwitz, trại tập trung Ravensbrück và trại tập trung Bergen-Belsen. Chỉ có một ngôi nhà lớn sơ sài dành riêng cho họ; họ được giám sát bởi người phụ nữ lãnh đạo khối (Blockführerin) Franziska Hoengesberg, đến từ Essen khi họ được di tản tới đây. Tất cả các tù nhân phụ nữ sau đó được chở tới một trong các trại tập trung phụ nữ vệ tinh của trại Buchenwald ở Sömmerda, Buttelstedt, Mühlhausen, Gotha, Gelsenkirchen, Essen, Lippstadt, Weimar, Magdeburg và Penig. Không còn nữ lính gác thường xuyên được bố trí ở trại Buchenwald nữa.
Khi trại Buchenwald được di tản, lực lượng SS đưa các tù nhân nam tới các trại khác, và khoảng 500 tù nhân nữ còn lại (trong đó có một trong các thành viên bí mật được xen vào sống với Anne Frank là "Mrs. van Daan", tên thật là Auguste van Pels), được đưa đi xe lửa và đi bộ tới trại tập trung Theresienstadt trong vùng bảo hộ Čechy và Morava. Nhiều người - kể cả Auguste van Pels – đã chết trong tháng 4 và tháng 5 năm 1945. Do số tù nhân nữ ở trại Buchenwald tương đối ít, nên cơ quan SS chỉ huấn luyện các nữ giám thị tại trại này rồi phân công họ tới một trong các phân trại giam phụ nữ. 22 lính gác nữ nổi tiếng có hồ sơ cá nhân ở trại này, nhưng dường như không ai trong số họ đã ở trong trại Buchenwald lâu hơn vài ngày. 
Ilse Koch làm trưởng giám thị (Oberaufseherin) của 22 nữ lính gác khác trông coi hàng trăm nữ tù nhân trong trại chính. Hơn 530 phụ nữ làm lính gác trong hệ thống lớn các phân trại của trại Buchenwald và chỉ huy bên ngoài trên khắp nước Đức. Chỉ có 22 lính gác nữ được huấn luyện và phục vụ trong trại Buchenwald, so với hơn 15.500 lính gác nam.
- Anna Fest là lính gác nữ ở trại Ravensbrück, sau này bị xét xử và được tha bổng.[13]
- Ulla Erna Frieda Jürß cũng làm lính gác nữ ở trại Ravensbrück, đã bị kết án về tội ác của mình.[13]

### Các phi công Lực lượng Đồng minh
Mặc dù việc đưa các tù binh chiến tranh thuộc Lực lượng Đồng minh phương Tây vào các trại tập trung là việc khá bất thường của Đức Quốc xã, trại Buchenwald đã giam một nhóm 168 phi công Lực lượng Đồng minh trong 2 tháng. Các phi công này là những người Mỹ, Anh, Canada, Úc, New Zealand và Jamaica. Tất cả bọn họ tới trại Buchenwald ngày 20.8. 1944.
Những phi công này đều ở trên các máy bay bị bắn rơi trên đất Pháp dưới sự chiếm đóng của Đức Quốc xã. Có 2 cách giải thích về việc họ bị đưa vào trại tập trung: 
1/ Họ đã tìm cách tiếp xúc với Lực lượng kháng chiến Pháp, một số khác đã cải trang thành thường dân và mang theo giấy tờ giả khi bị bắt; vì thế họ bị Đức Quốc xã xếp vào loại gián điệp, tức là các quyền của họ theo Công ước Genève không được tôn trọng. 
2/ Họ bị xếp vào loại người "khủng bố bằng bom" (Terrorflieger). 
Các phi công này ban đầu bị giam trong các nhà tù của Gestapo và trong các đại bản doanh ở Pháp. Tháng 4 hoặc tháng 8 năm 1944, họ cùng các tù nhân khác của Gestapo được nhét lên các toa xe lửa chở hàng kín mít đưa tới trại Buchenwald. Chuyến đi của họ kéo dài 5 ngày, trong thời gian di chuyển họ chỉ được nhận rất ít thực phẩm và nước uống. 
Một phi công nhớ lại lúc họ tới trại Buchenwald:
| “                                                                             | Khi chúng tôi tới gần trại và nhìn thấy những gì ở bên trong... tim chúng tôi bị sợ hãi khủng khiếp và kinh hoàng. Chúng tôi nghĩ: đây là cái gì? Chúng tôi đi tới đâu? Tại sao chúng tôi ở đây? Khi lại gần trại và bắt đầu bước vào rồi nhìn thấy những bộ xương người biết đi chung quanh mình - những người già, người trẻ, các chàng trai, chỉ còn da bọc xương - chúng tôi nghĩ rằng mình sẽ nhận được những gì ở bên trong (trại này)? | ” |
| — Hồi ức lúc tới trại Buchenwald của Ed Carter-Edward, phi công người Canada. | |   |

Họ bị ngược đãi y như các tù nhân khác ở trại Buchenwald cho tới tháng 10 năm 1944, khi có sự thay đổi chính sách nên các phi công này được tới trại Stalag Luft III, một trại nhốt tù binh chiến tranh thông thường; tuy nhiên đã có 2 phi công chết ở trại Buchenwald. Những người bị xếp vào loại terrorflieger (phi công khủng bố) này đã bị lên kế hoạch xử tử sau ngày 24 tháng 10; nhưng nhờ cuộc viếng thăm trại Buchenwald của các sĩ quan Không quân Đức, khi trở về Berlin, đã yêu cầu tha các phi công nói trên.
Trại Buchenwald cũng là nơi giam giữ số lớn các sinh viên đại học của Na Uy từ năm 1943 tới khi chấm dứt chiến tranh. Các sinh viên này được đối xử tốt hơn những người khác, nhưng họ đã phải chống cự việc học đường lối Quốc xã trong nhiều tháng. Họ được nhớ đến vì đã chống việc lao động cưỡng bách trong một bãi mìn, khi Đức Quốc xã muốn dùng họ làm mồi cho súng đại bác. Một sự kiện có liên quan được nhớ tới là 'Cuộc bãi công ở Burkheim'. 
Các sinh viên Na Uy trong trại Buchenwald được sống trong những nhà xây bằng đá, ấm áp, và có quần áo riêng của mình.

## Số người chết ở trại Buchenwald

### Những nguyên nhân gây chết

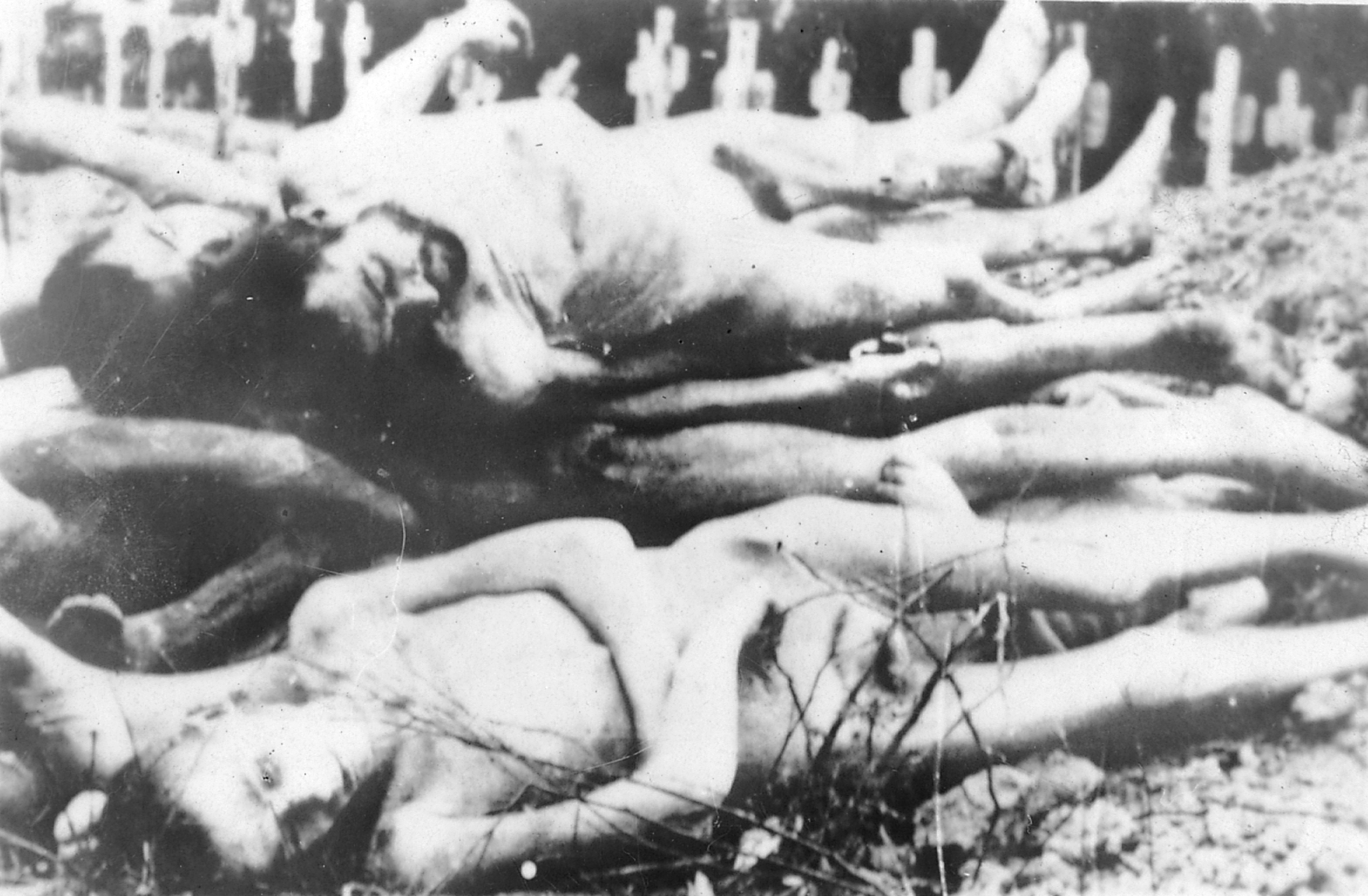
Những thi thể tù nhân trại Buchenwald tháng 4 năm 1945

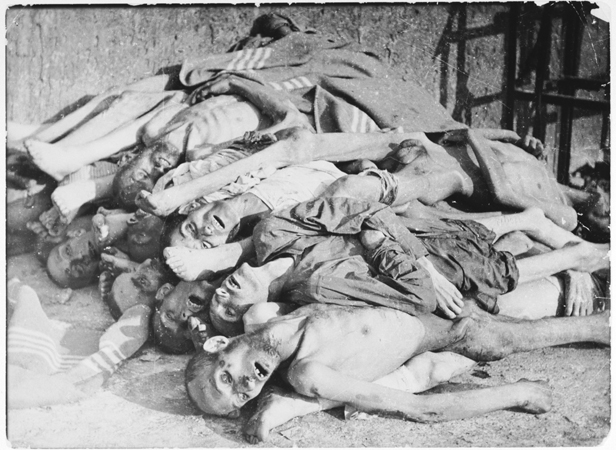
Những thi hài chất đống đàng sau lò thiêu ở trại tập trung Buchenwald, tháng 4 năm 1945

Mặc dù trại Buchenwald, về mặt kỹ thuật, không phải là một trại hủy diệt, nhưng nó là nơi có rất nhiều cái chết.
Một nguyên nhân chủ yếu gây ra chết chóc là bệnh tật do những điều kiện sống khắc nghiệt và sự thiếu ăn—hậu quả là bệnh tật—như thường thấy. Tuy bị suy dinh dưỡng và bị bệnh tật, nhưng nhiều người đã phải "làm việc cho đến chết" theo chính sách Vernichtung durch Arbeit (tiêu diệt thông qua lao động), nên các tù nhân chỉ còn cách chọn lựa giữa lao động nô lệ hoặc sẽ bị xử tử không tránh khỏi. Nhiều tù nhân chết do kết quả của "sự thí nghiệm con người của Đức Quốc xã" hoặc trở thành nạn nhân của những hành động tùy tiện do các lính gác SS gây ra. Các tù nhân khác bị giết cách đơn giản, chủ yếu là bắn chết và treo cổ.
Walter Gerhard Martin Sommer là Hauptscharführer (trung sĩ nhất) SS phụ trách canh gác ở Trại tập trung Dachau và trại Buchenwald. Nổi tiếng là "kẻ treo cổ của Buchenwald", anh ta được coi là kẻ thích trò tàn ác đồi bại, theo tường thuật là đã ra lệnh đóng đinh ngược vào thập giá 2 linh mục người Áo là Otto Neururer và Mathias Spannlang. Martin Sommer đặc biệt nổi tiếng ác vì đã treo các tù nhân lên cây bằng cách trói quặt 2 tay họ vào sau lưng trong "khu rừng hát", gọi vậy vì những tiếng thét phát ra từ khu rừng này.
"Vụ xử tử mà không đưa ra tòa án xét xử" (Summary execution) các tù bimh Liên Xô cũng được thi hành ở trại Buchenwald. Ít nhất là 1.000 người đã được chọn ra trong 2 năm 1941–1942 bởi một toán đặc nhiệm gồm 3 sĩ quan Gestapo ở Dresden rồi đưa họ tới trại này để hành quyết ngay lập tức bằng cách bắn vào sau gáy, vụ Genickschuss (bắn vào gáy) bỉ ổi.
Trại này cũng là nơi thử nghiệm trên diện rộng các vaccine ngừa "bệnh sốt rét do chấy rận" (Typhus) trong các năm 1942 và 1943. Tổng cộng đã có 729 tù nhân được dùng để thử nghiệm vaccine này, trong đó có 154 người bị chết. Cuộc thử nghiệm khác diễn ra ở trại Buchenwald trong phạm vi hẹp hơn. Một cuộc thử nghiệm nhằm mục đích xác định liều lượng thuốc gây tử vong chính xác của thuốc độc nhóm alkaloid; theo lời chứng của một bác sĩ thì 4 tù binh chiến tranh Nga đã được tiêm thuốc độc, và khi thuốc tỏ ra không gây chết người, thì 4 người này bị đưa vào lò thiêu cho chết ngạt rồi sau đó phẫu tích tử thi. Trong nhiều cuộc thử nghiệm khác, có một thử nghiệm nhằm thử sự hiệu lực của nhựa thơm (‘’balm’’) đối với những vết thương do bom cháy gây ra những vết bỏng phosphor rất trầm trọng trên thân thể tù nhân. Khi nghi ngờ về bản chất của thử nghiệm này tại phiên tòa, và đặc biệt trên thực tế là các thử nghiệm được thiết kế trong một số trường hợp nhằm gây tử vong và chỉ để đo thời gian trôi qua cho đến khi cái chết xảy ra, một luật sư bênh vực cho bác sĩ Đức Quốc xã đã nói rằng mặc dù là một bác sĩ, nhưng ông ta (chỉ) là một người hành quyết được chỉ định cách hợp pháp.
Người dân Đức địa phương cho rằng trách nhiệm về việc đối xử với các tù nhận thuộc về cơ quan Gestapo và SS. Thậm chí vào cuối cuộc chiến, quan điểm này rất khó bác bẻ. Trong một dịp, sau khi trại này đã được giải phóng, một sĩ quan người Mỹ cho một cô y tá xem một số hình ảnh về điều kiện sống trong trại. Phản ứng ban đầu của cô là bị sốc, nhưng sau đó đã thay đổi ngay thái độ khi cô biết căn cước của phần lớn tù nhân này, cô nói: "nhưng đó chỉ là những người Do Thái".

### Số người chết

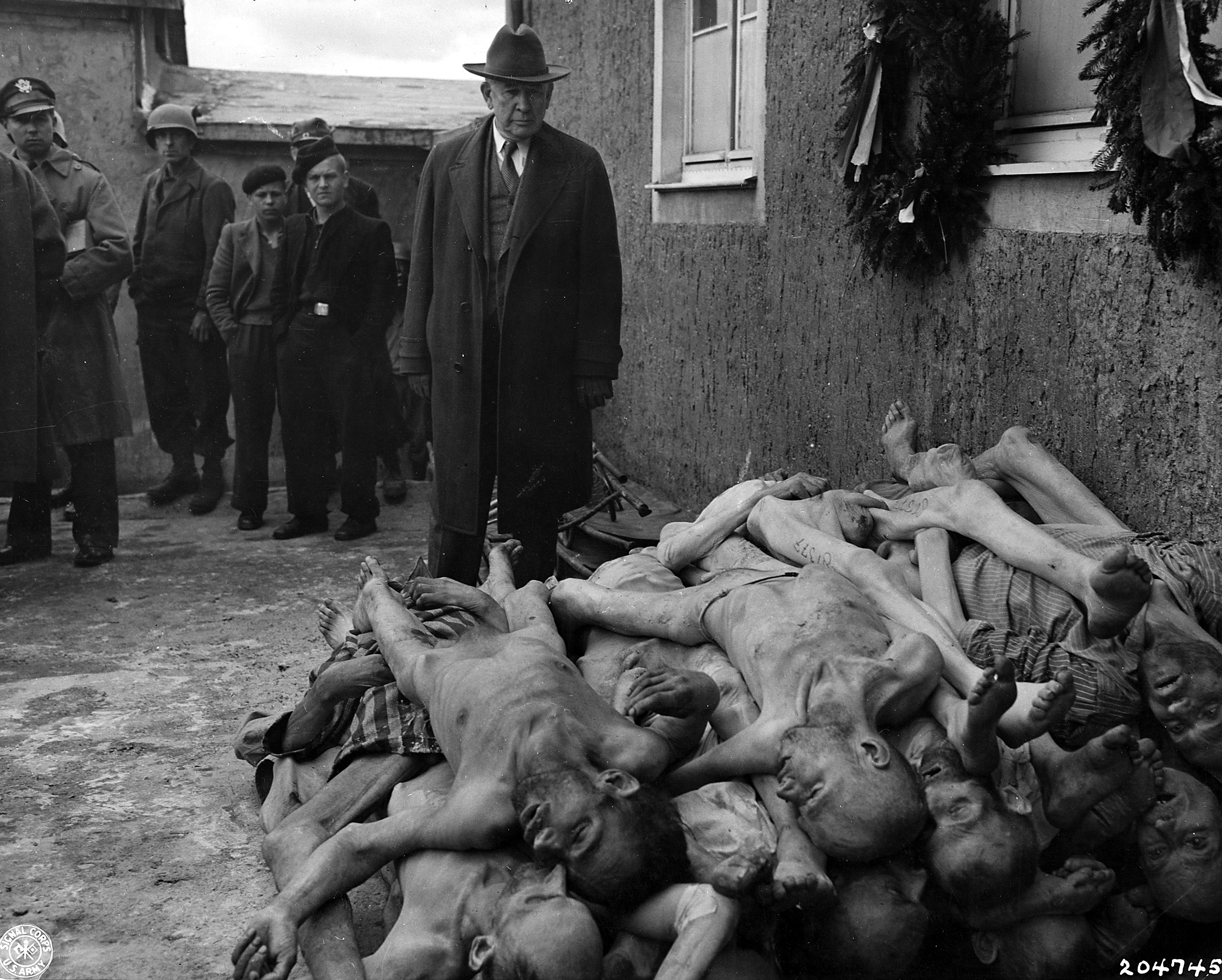
Thượng nghị sĩ Mỹ Alben W. Barkley (D-Kentucky) đứng xem trại Buchenwald sau khi giải phóng. Barkley sau này trở thành Phó tổng thống Hoa Kỳ thời tổng thống Harry S. Truman

Cơ quan SS đã để lại các bản liệt kê số tù nhân, số người tới trại và rời khỏi trại, phân loại những người rời trại vì được thả ra, được chuyển trại hoặc bị chết. Các bản liệt kê này là một trong các nguồn để ước tính số người chết trong trại Buchenwald. Theo các tài liệu của cơ quan SS, thì có 33.462 người chết. Tuy nhiên, các tài liệu này chưa chắc là chính xác: Trong số những người bị hành quyết trước năm 1944, nhiều người đã được ghi là "chuyển giao cho Gestapo". Ngoài ra, từ năm 1941, các tù binh chiến tranh Liên Xô bị hành quyết hàng loạt. Các tù binh bị chọn đưa tới trại để hành quyết cũng không được ghi vào danh sách của trại, vì thế không được kể trong số 33.462 người chết nói trên.
Một cựu tù nhân trại Buchenwald, Armin Walter, đã tính số vụ hành quyết bằng số cú bắn vào sau đầu. Công việc của anh ta ở trại Buchenwald là lắp đặt và trông nom một thiết bị radio ở nơi tù nhân bị hành quyết; anh ta đã đếm số người tới bằng telex, và giấu kín thông tin. Anh nói là 8.483 tù binh chiến tranh Liên Xô đã bị bắn bằng cách này.
Cũng theo nguồn trên thì tổng số người chết ở trại Buchenwald ước tính là 56.545 người. Số này là tổng số của:
- Những người chết theo tài lệu cơ quan SS để lại: 33.462 người[30]
- Các cuộc hành quyết bằng bắn súng: 8.483
- Các cuộc hành quyết bằng treo cổ (ước tính): 1.100
- Những người chết trongvận chuyển di tản: 13.500[31]

Tổng số này (56.545) tương ứng với tỷ lệ tử vong là 24%, giả định rằng số người qua trại theo tài liệu mà cơ quan SS để lại là 240.000 tù nhân, là chính xác.

## Sự giải phóng khỏi Đức Quốc xã

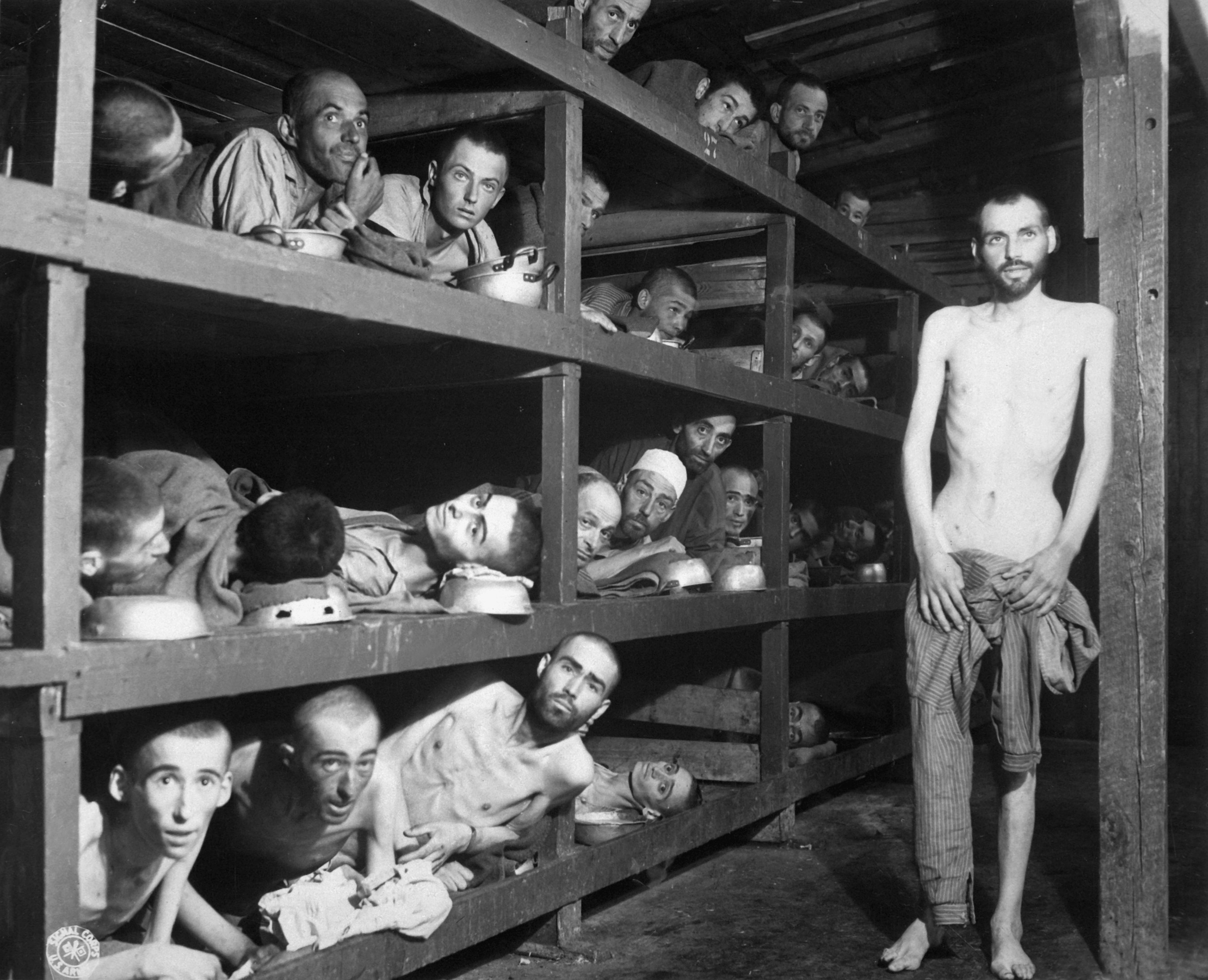
Các tù nhân trại Buchenwald sống sót khi được giải phóng. Elie Wiesel ở hàng thứ 2 từ dưới lên, hàng thứ 7 từ bên trái

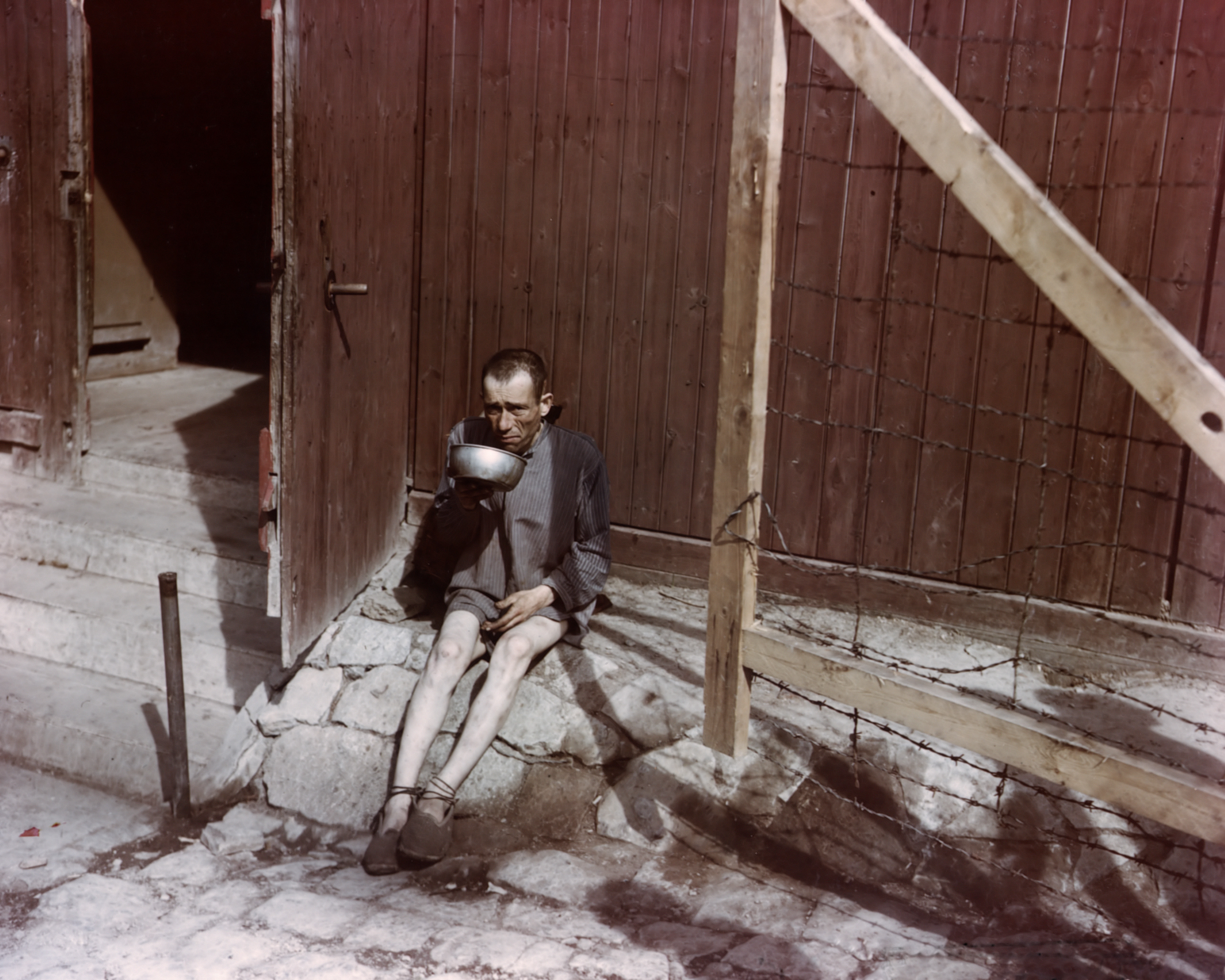
Một tù nhân hốc hác sống sót của trại Buchenwald, uống bát nước sau khi được giải phóng

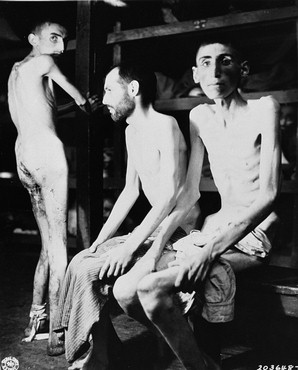
3 tù nhân hốc hác sống sót trong một nhà sơ sài trong trại Buchenwald mới được giải phóng

Ngày 4.4.1945, "Sư đoàn Bộ binh 89 của Hoa Kỳ" đã tràn vào chiếm trại lao động cưỡng bách Ohrdruf, một phân trại của trại Buchenwald. Đây là trại tập trung của Đức Quốc xã đầu tiên được quân đội Hoa Kỳ giải phóng.
Trại Buchenwald đã được người Đức di tản một phần vào ngày 8.4.1945. Trong những ngày trước khi quân đội Hoa Kỳ tới, hàng ngàn tù nhân đã bị cưỡng bách di tản bằng đi bộ.
Nhờ phần lớn vào các nỗ lực của Gwidon Damazyn, một kỹ sư người Ba Lan bị giam từ tháng 3 năm 1941, một máy phát sóng ngắn bí mật và máy phát điện nhỏ đã được làm và cất giấu trong phòng chiếu phim của tù nhân. Vào lúc trưa ngày 8.4.1945, Damazyn và Konstantin Ivanovich Leonov, một tù nhân người Nga, đã gửi đi bằng mật mã Morse một thông điệp do các người lãnh đạo tù nhân kháng chiến bí mật soạn thảo (được cho là do Walter Bartel và Harry Kuhn thảo ra):
| “ | Gửi các Lực lượng Đồng minh. Gửi đạo quân của tướng Patton. Đây là Trại tập trung Buchenwald. SOS. Chúng tôi xin được giúp đỡ. Chúng muốn di tản chúng tôi. Lực lượng SS muốn hủy diệt chúng tôi. | ” |

Bản thông điệp được nhắc lại nhiều lần bằng tiếng Anh, tiếng Đức và tiếng Nga. Damazyn đọc thông điệp bằng tiếng Anh và tiếng Đức, còn Leonov đọc phiên bản tiếng Nga. Ba phút sau khi Damazyn phát thông điệp lần chót, thì đại bản doanh của "Quân đoàn 3 Hoa Kỳ" trả lời: 
| “ | KZ Bu. Hãy kiên trì chịu đựng. Đang vội vã tới giúp các bạn. Bộ chỉ huy Quân đoàn 3. | ” |

Theo Teofil Witek, một bạn đồng tù người Ba Lan từng chứng kiến các đợt gửi thông điệp, thì Damazyn đã ngất xỉu khi nhận được tin này.
Sau khi nhận được tin, các tù nhân cộng sản đã xông vào các tháp canh và giết các lính gác còn lại, dùng vũ khí mà họ đã thu thập từ năm 1942 (1 súng máy và 91 súng trường).
Một phân đội của tiểu đoàn 9 Bộ binh thiết giáp Hoa Kỳ (thuộc "Sư đoàn 6 Thiết giáp Hoa Kỳ" trực thuộc Quân đoàn 3 Hoa Kỳ) dưới quyền chỉ huy của đại úy Frederic Keffer, đã tới trại Buchenwald ngày 11.4.1945 lúc 3 giờ 15 chiều (giờ này ngày nay là giờ thường xuyên của đồng hồ tại cổng vào trại). Các binh sĩ được hoan nghênh như người anh hùng, còn các tù nhân ốm yếu sống sót đã tìm thấy sức mạnh để tung vài người giải phóng lên không trong buổi lễ.
Chiều cùng ngày, các đơn vị của "Sư đoàn 83 Bộ binh Hoa Kỳ" tràn vào Langenstein, một trong số các trại tập trung nhỏ hơn thuộc hệ thống trại Buchenwald. Tại đây, sư đoàn đã giải phóng hơn 21.000 tù nhân, ra lệnh cho thị trưởng Langenstein gửi thực phẩm và nước tới trại, cùng gấp rút chuyển tiếp các tiếp tế thuốc men từ Bệnh viện dã chiến thứ 20 tới trại.
Đại bản doanh Quân đoàn 3 Hoa Kỳ gửi các đơn vị của "Sư đoàn 80 Bộ binh" tới nắm quyền kiểm soát trại trong buổi sáng ngày thứ Năm 12.4.1945. Nhiều nhà báo đã tới cùng ngày, có lẽ cùng với Sư đoàn 80 Bộ binh, trong đó có Edward R. Murrow, đã viết bài tường thuật trên radio về lúc tới trại Buchenwald và cuộc tiếp đón mình Lưu trữ ngày 22 tháng 7 năm 2013 tại Wayback Machine được phát sóng trên đài CBS và trở thành một trong các bài nổi tiếng nhất của ông:
| “                                                                              | Tôi đã yêu cầu được xem một trong các nhà lớn sơ sài của trại. Nhà này chứa các người Tiệp Khắc. Khi tôi bước vào, các người vây quanh, cố gắng nâng tôi lên vai của họ. Họ đã quá yếu. Nhiều người trong số họ không thể ra khỏi giường. Tôi được nghe nói rằng nhà này đã từng là chuồng chứa 80 con ngựa, (nay) chứa 1.200 người ở trong đó, 5 người một giường tầng hẹp. Mùi hôi thối không thể tả nổi. Họ mời bác sĩ tới. Chúng tôi xem xét các sổ ghi chép.Chỉ có các tên trong một quyển sổ nhỏ bìa màu đen, ngoài ra chẳng có gì nữa. Không có ghi chép gì về những người này là ai, họ đã làm gì. Đằng sau những tên người đã chết, có một hình thập tự, Tôi đã đếm chúng. Cả thảy là 242 người. 242 người chết trên 1.200 người trong 1 tháng. Khi chúng tôi bước ra sân thì thấy một người gục chết. 2 người khác - chắc phải trên 60 tuổi - bò lết tới hố xí. Tôi nhìn thấy điều đó, nhưng không mô tả. | ” |
| — Extract from Edward R. Murrow's Buchenwald report. ngày 15 tháng 4 năm 1945. | |   |

## Trại đặc biệt số 2 của Liên Xô
Sau khi giải phóng, từ năm 1945 tới ngày 10.2.1950, trại này do Liên Xô quản lý và được NKVD (Ủy viên nhân dân phụ trách Nội vụ) dùng làm trại đặc biệt số 2. Đó là một trong các trại đặc biệt của NKVD hoạt động từ năm 1945, chính thức sáp nhập vào hệ thống Trại cải tạo lao động của Liên Xô năm 1948. Một trại đặc biệt tai tiếng khác trong "Khu vực chiếm đóng của Liên Xô trên đất Đức" là "trại đặc biệt số 7", trước đây là "trại tập trung Sachsenhausen" của Đức Quốc xã.
Từ tháng 8 năm 1945 tới khi giải thể ngày 1.3.1950, đã có 28.455 tù nhân, trong đó có 1.000 phụ nữ, bị Liên Xô giam giữ ở trại Buchenwald. Tổng cộng có 7.113 người chết trong Trại đặc biệt số 2, theo sổ sách của Liên Xô. Họ được chôn trong các mộ tập thể ở các khu rừng quanh trại. Các thân nhân của họ đã không nhận được thông báo gì về cái chết của họ. Các tù nhân gồm những người bị cho là chống đối chủ nghĩa Stalin, và những người bị cho là đảng viên đảng Quốc xã hoặc thành viên các tổ chức Quốc xã, còn các người khác thì bị tù do lầm lẫn danh tính và bị bắt giữ cách tùy tiện. Cơ quan NKVD đã cấm không cho các tù nhân tiếp xúc với thế giới bên ngoài và cũng không tìm cách xác định tội của bất cứ cá nhân người tù nào.
Ngày 6.1.1950, Bộ trưởng Bộ Nội vụ Liên Xô Kruglov ra lệnh trao mọi trại đặc biệt, trong đó có trại Buchenwald, cho Bộ Nội vụ Đông Đức.

## Phá hủy trại

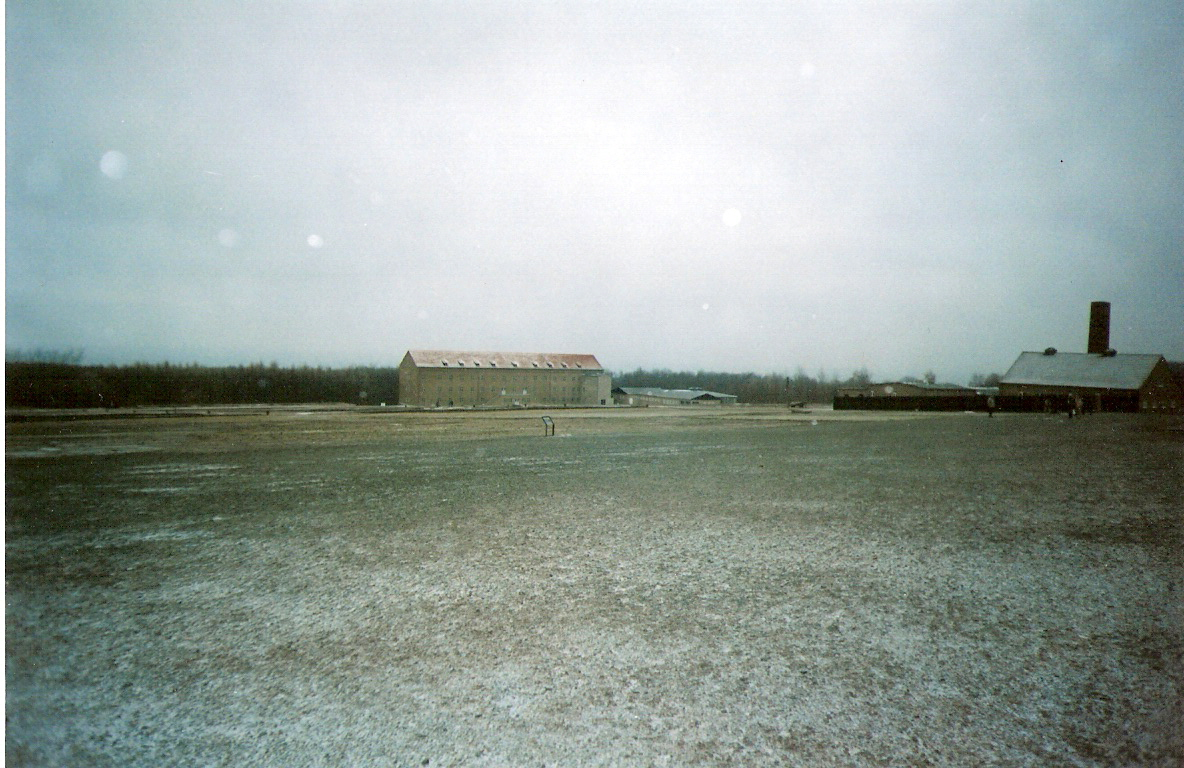
Hình chụp trong mùa đông khu vực từng có các nhà lớn sơ sài chứa tù nhân; phần lớn trại đã bị phá hủy năm 1950

Tháng 10 năm 1950, có ban hành sắc lệnh phá hủy trại này. Cổng chính, lò thiêu, khu bệnh viện và 2 tháp canh không bị phá. Mọi nhà lớn sơ sài chứa tù nhân cùng những nhà khác bị san phẳng. Các nền của một số nhà vẫn còn và nhiều nhà khác được xây dựng lại. Theo trang web tưởng niệm trại Buchenwald: "sự kết hợp giữa việc phá sạch và việc bảo tồn được quyết định bởi một khái niệm cụ thể để giải thích lịch sử của Trại tập trung Buchenwald."
Đài tưởng niệm đầu tiên cho các nạn nhân đã được dựng lên ít ngày sau khi giải phóng ban đầu. Dự định là hoàn toàn tạm thời, nó được xây dựng bởi các tù nhân và làm bằng gỗ. Một đài tưởng niệm thứ hai để tưởng nhớ những người chết được xây dựng vào năm 1958 bởi chính quyền Đông Đức gần các ngôi mộ tập thể. Bên trong trại, có một tượng đài sống ở nơi của đài tưởng niệm đầu tiên được giữ ở nhiệt độ của da quanh năm.

## Nhân viên Đức Quốc xã khét tiếng
Chỉ huy trưởng
Karl Otto Koch từ năm 1937 tới 1941
Hermann Pister từ năm 1942 tới 1945
Bác sĩ y khoa
Gerhard Rose

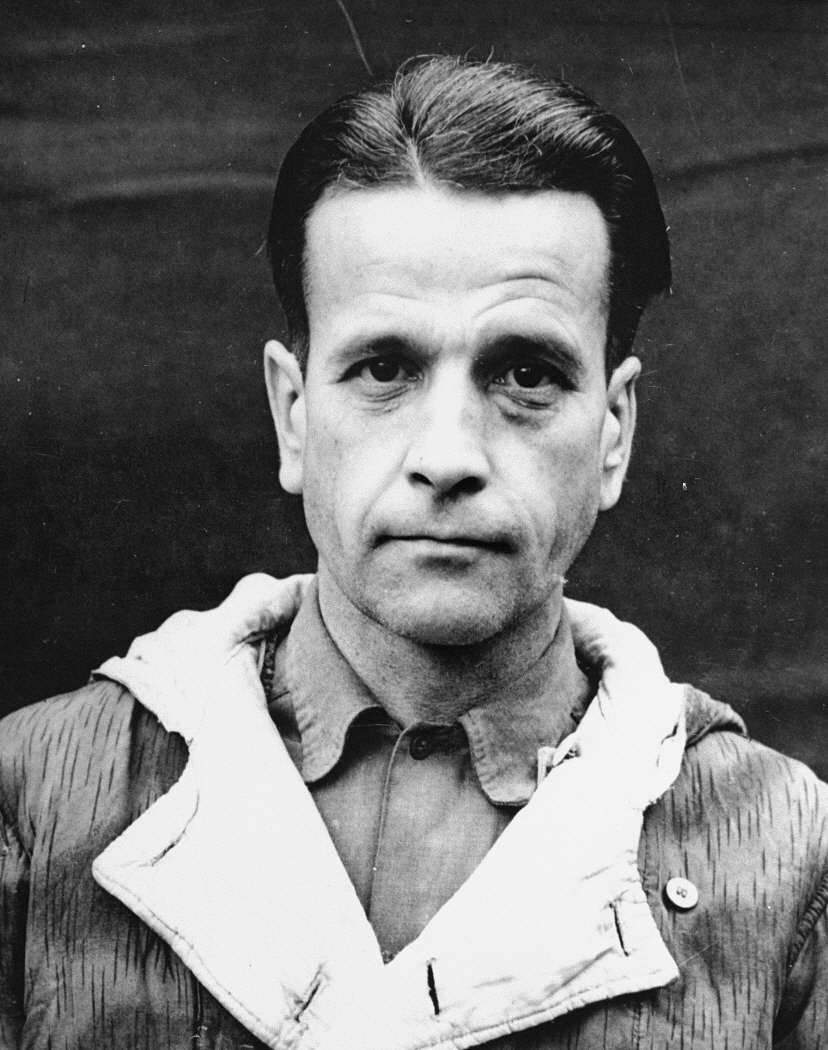
Waldemar Hoven
Hans Conrad Julius Reiter
Dr. Robert Neumann
Dr. Hans Eisele
Wolfgang Plaul, sinh năm 1909 -- mất tích năm1945. Cũng là chỉ huy trưởng Trại Buchenwald dành cho phụ nữ (Aussenlager), 1945.
Canh gác
Martin Sommer
trưởng ban nhân sự Quốc xã
Hermann Hackmann

## Các tù nhân nổi tiếng

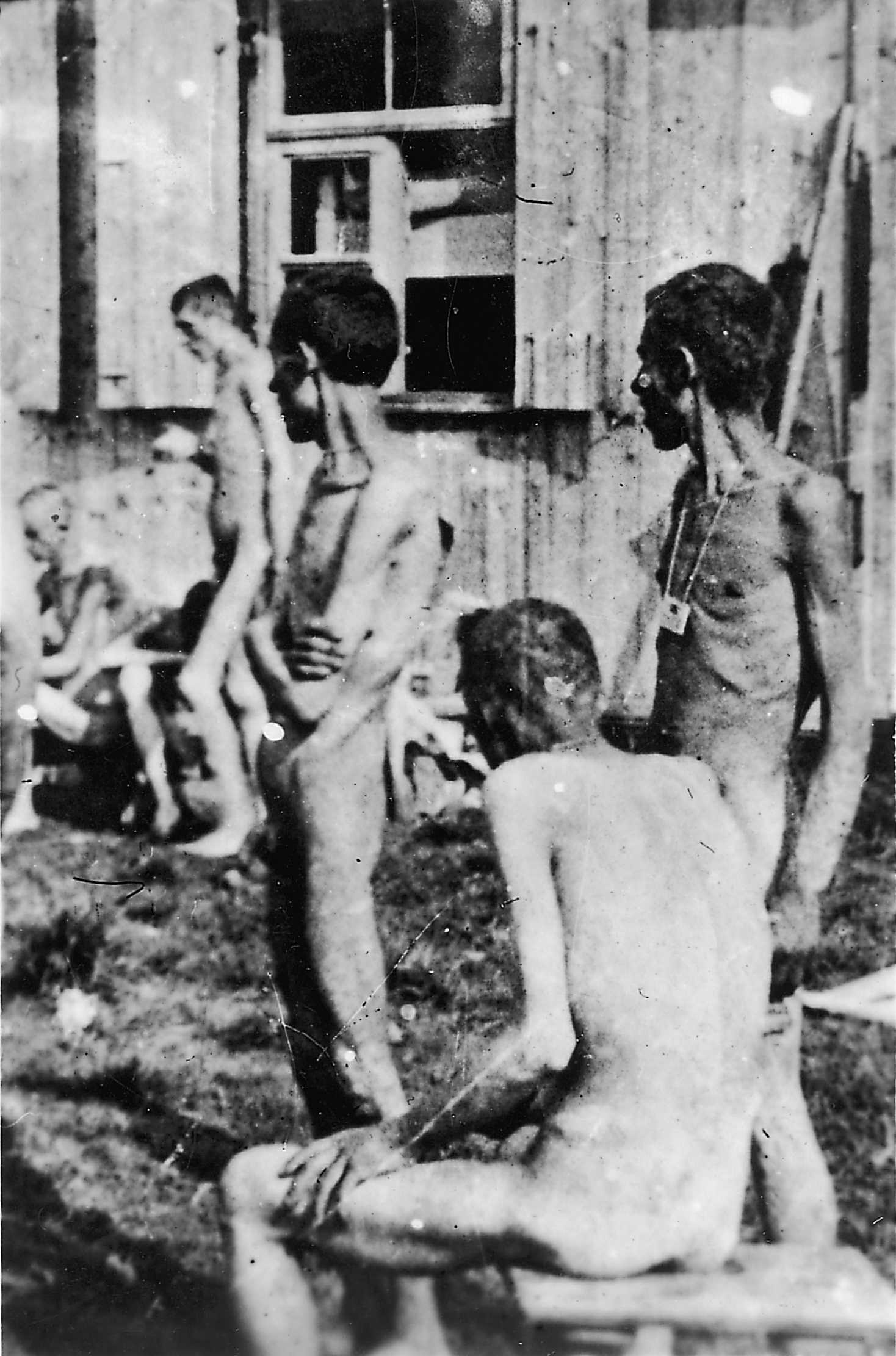
Các tù nhân trại Buchenwald

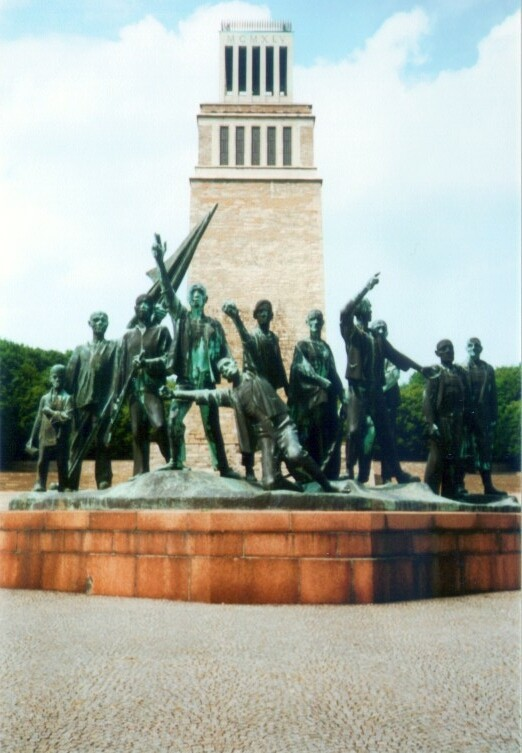
Đài tưởng niệm Buchenwald

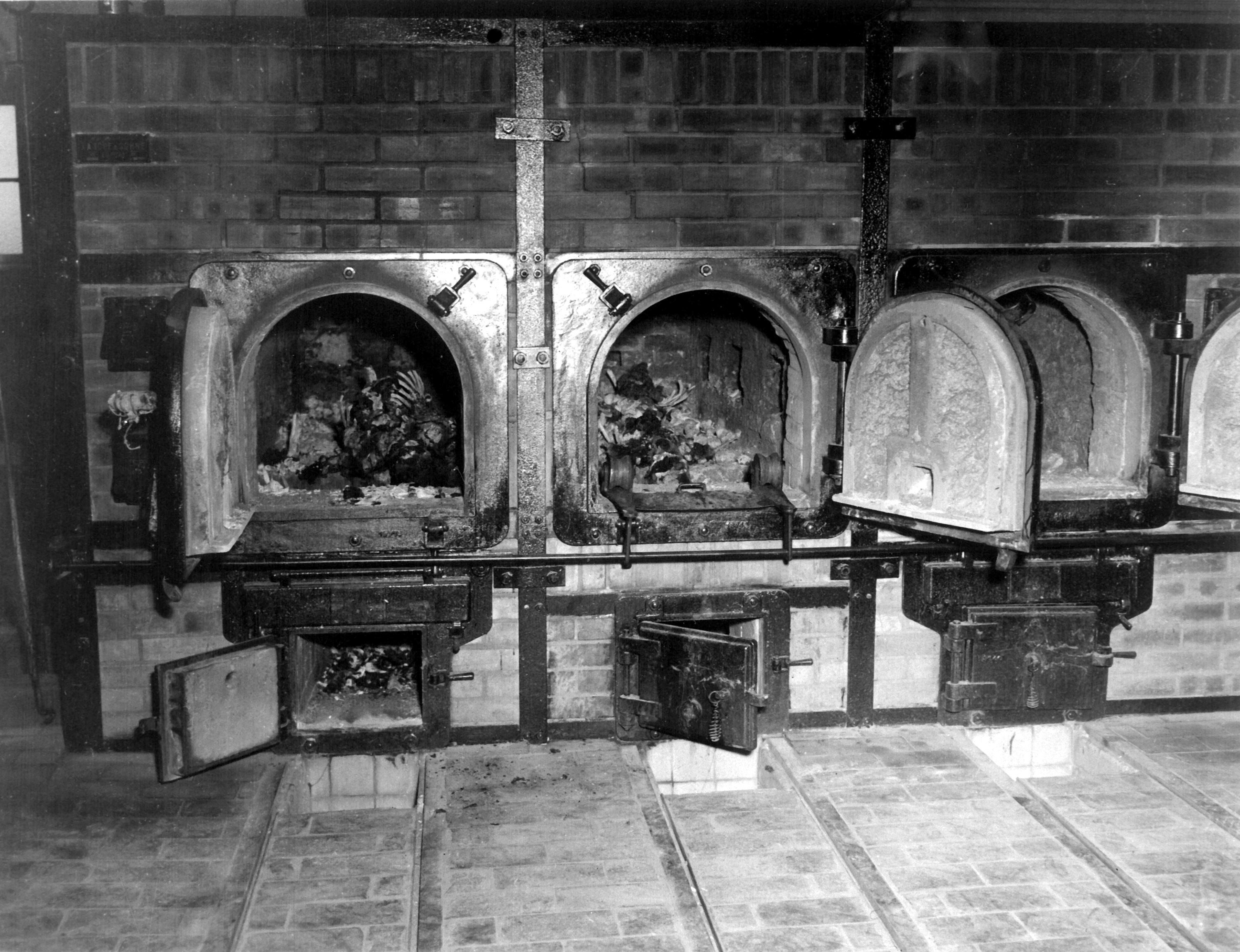
Lò thiêu của trại Buchenwald

- Roy Allen, phi công Mỹ Pháo đài bay B-17
- Jean Améry, nhà văn
- Robert Antelme, nhà văn Pháp
- Jacob Avigdor, Trước Thế chiến thứ hai Rabbi trưởng của Drohobych, sau Thế chiến thứ hai là Rabbi trưởng của Mexico
- Conrad Baars, bác sĩ bệnh tâm thần
- Bruno Bettelheim, nhà tâm lý học trẻ em
- Józef Biniszkiewicz, chính trị gia Ba Lan theo chủ nghĩa xã hội
- Léon Blum, chính trị gia Pháp gốc Do Thái, trước và sau Thế chiến thứ hai làm thủ tướng Pháp dài hạn.
- Dietrich Bonhoeffer, Nhà thần học Tin Lành và thành viên xuất sắc của Giáo hội Tuyên xưng Đức Tin
- Boris Braun, giáo sư đại học Croatia
- Rudolf Brazda, tới năm 2011 là người đồng tính luyến ái sống sót nổi tiếng cuối cùng bị đày tới trại
- Rudolf Breitscheid, cựu đảng viên Đảng Dân chủ Xã hội Đức, lãnh đạo nhóm của mình ở Reichstag (cơ quan lập pháp) của Cộng hòa Weimar trước khi đảng Quốc xã lên nắm quyền trong năm 1933, chết ở trại năm 1944
- Christopher Burney, sĩ quan người Anh và ủy viên điều hành "Special Operations Executive" (tương đương Đơn vị đặc công), đã viết về việc tranh chấp quyền hành tàn bạo cùng các đặc quyền giữa các tù nhân trại Buchenwald trong quyển The Dungeon Democracy
- Robert Clary, diễn viên Pháp, vai hạ sĩ Louis LeBeau trong loạt phim truyền hình Hogan's Heroes
- René Cogny, tướng Pháp
- Seweryn Franciszek Czetwertyński-Światopełk, chính trị gia Ba Lan
- Fritz Czuczka, kiến trúc sư/nghệ sĩ Áo
- Édouard Daladier, chính trị gia Pháp, cựu thủ tướng Pháp
- Armand de Dampierre, nhà quý tộc Pháp, chết ở trại ngày 8.1.1944
- Marcel Dassault, nhà kinh doanh hàng không Pháp, đã lập ra Dassault Group
- Almeric Lombard de Buffiers de Rambuteau, nhà quý tộc Pháp, chết ở trại ngày 14.12.1944
- Hélie de Saint Marc, thành viên Lực lượng Kháng chiến Pháp, sau này dính líu vào vụ tìm cách làm cuộc đảo chính Algiers năm 1961
- Pierre d'Harcourt, nhà văn du hành viết cho tờ The Observer, thành viên Lực lượng Kháng chiến Pháp
- Laure Diebold, thành viên Lực lượng Kháng chiến Pháp, Huân chương giải phóng
- Willem Drees, chính trị gia Hà Lan, thủ tướng Hà Lan từ năm 1948 tới 1958
- Ernst Federn, nhà tâm lý học-xã hội người Áo
- Bolesław Fichna, luật sư kiêm chính trị gia cánh hữu người Ba Lan
- Marian Filar, nhạc sĩ dương cầm bậc thầy người Ba Lan gốc Do Thái. Sau chiến tranh đã biểu diễn ở Carnegie Hall
- Maria Forescu, nữ diễn viên điện ảnh người Romania, chết ở trại năm 1943
- Josef Frank, người cộng sản Tiệp
- August Froehlich, linh mục Công giáo người Đức, hoạt động trong phong trào chống chủ nghĩa Quốc xã
- Henry P. Glass, kiến trúc sư và nhà thiết kế công nghiệp người Áo, được phóng thích năm 1939, di cư sang Hoa Kỳ
- Albin Grau, nhà sản xuất phim (Nosferatu, 1922)
- Adolf Grunbaum, bác sĩ người Áo, được phóng thích năm 1939 và di cư sang Hoa Kỳ, đổi tên là Arthur Grant
- Walter Gutheim, nhà kinh doanh người Đức, sau chiến tranh di cư sang Hoa Kỳ
- Maurice Halbwachs nhà xã hội học người Pháp, chết ở trại năm 1945
- Curt Herzstark người phát minh máy tính Curta
- Heinrich Eduard Jacob, nhà văn Đức
- Paul-Emile Janson, chính trị gia Bỉ, cựu thủ tướng Bỉ, chết ở trại năm 1944
- Léon Jouhaux, nhà hoạt động Nghiệp đoàn Lao động người Pháp, đoạt Giải Nobel Hòa bình
- Józef Kachel, thủ lĩnh hướng đạo sinh người Ba Lan, thủ lĩnh của "Hiệp hội hướng đạo sinh" ở Đức thời tiền chiến
- Imre Kertész nhà văn, đoạt 2002 Giải Nobel Văn chương năm 2002
- Eugen Kogon, giáo sư, nhà hoạt động chống Quốc xã, sau là người theo thuyết xã hội Kitô giáo, tác giả quyển Der SS-Staat ("quốc gia SS"), một tác phẩm văn học đáng chú ý về các trại tập trung của Đức
- Phillip (Phil) J. Lamason, phi đội trưởng Không quân Hoàng gia New Zealand
- Jan Łangowski, chính trị gia và cố vấn xã hội người Ba Lan, hoạt động trong "Khối người Ba Lan" ở Đức
- Yisrael Meir Lau (sinh năm 1937), Rabbi trưởng Ashkenazi của Israel
- Hermann Leopoldi, nhạc sĩ sáng tác người Áo
- Parlindoengan Loebis, bác sĩ người Indonesia, nhà hoạt động ở Hà Lan
- Fritz Löhner-Beda, nhà thơ trữ tình người Áo
- Artur London, người cộng sản cấp cao Tiệp, nhà văn, sau làm bộ trưởng
- Jacques Lusseyran, giáo sư, nhà viết hồi ký khiếm thị
- Georges Mandel chính trị gia Pháp, cựu bộ trưởng bộ Nội vụ, chết ở trại năm 1944
- Henri Maspero, nhà Hán học người Pháp, học giả tiên phong về Lão giáo, chết ở trại tháng 3 năm 1945
- Karl Mayr, người chỉ huy trực tiếp Adolf Hitler trong Ban Tình báo Quân đội ở Reichswehr, 1919–1920; sau trở thành người đối lập chính trị
- Erik L. Mollo-Christensen, giáo sư danh dự môn Đại dương học của đại học MIT; cựu phụ tá giám đốc môn Khoa học Trái đất, NASAtance
- Jean Marcel Nicolas, người Haiti da đen, bị nhốt trong trại Buchenwald và trại Dora-Mittelbau camps[48]
- John H. Noble, chủ hãng Praktica, hãng sản xuất Camera, Dresden 1945
- Andree Peel, thành viên Phong trào Kháng chiến Pháp
- Harry Peulevé, điệp viên của SOE, đã tìm cách trốn khỏi trại Buchenwald cùng với F. F. E. Yeo-Thomas.
- Henri Christiaan Pieck, họa sĩ Hà Lan, anh em song sinh của Anton Pieck
- Franciszek Myśliwiec, chính trị gia Ba Lan và cố vấn xã hội
- John H. Noble, tác giả người gốc Mỹ, sống sót từ "gulag"
- Count Albert de Nadaillac,nhà lãnh đạo Tổ chức Kháng chiến Pháp (ORA-Tours Angers Le Mans). Ông sống sót, nhưng người em, bá tước Michel de Nadaillac, cũng tham gia kháng chiến, bị chết ở trại Dora.
- Paul Rassinier, được coi là cha đẻ của Holocaust denial (chối bỏ Holocaust)
- Jakob Rosenfeld, bộ trưởng Y tế dưới thời Mao Trạch Đông (1947)
- Baron Otto of Schmidburg, nhà quý tộc Đức, chết ở trại ngày 23.7.1941
- Herbert Sandberg, nghệ sĩ, nhà thiết kế, người xuất bản Ulenspiegel
- Etta Sapon,nữ diễn viên kịch người Ý
- Paul Schneider, mục sư người Đức, chết ở trại năm 1939
- Jorge Semprún,nhà trí thức, chính trị gia, bộ trưởng Văn hóa của Tây Ban Nha (1988–91)
- Jura Soyfer, thi sĩ và nhà soạn kịch người Áo, chết ở trại năm 1939
- Ernst Thälmann, nhà lãnh đạo Đảng Cộng sản Đức, chết ở trại tháng 4 năm 1944
- Jack van der Geest, vượt ngục
- William Arthur Waldram
- Fred Wander, nhà văn người Áo
- Ernst Wiechert, nhà văn người Đức
- Elie Wiesel, nhà văn Rumani gốc Do Thái, quốc tịch Mỹ, 1986 giải Nobel Hòa bình 1986
- F. F. E. Yeo-Thomas, Wing Commander (tương đương trên phi đội trưởng) trong Không quân Hoàng gia Anh và nhân viên "Đội Đặc công", bí danh "The White Rabbit". trở về Anh năm 1945
- Petr Zenkl, chính trị gia thuộc "Đảng Xã hội Quốc gia Tiệp", phó thủ tướng Tiệp Khắc (1946-1948)

## Hoàng gia
- Công chúa Mafalda của Savoy, con gái vua Victor Emmanuel III của Ý và hoàng hậu Elena của Montenegro, chết ở trại năm 1944.
- Joachim Ernst, công tước Anhalt, chết trong trại giam đặc biệt của Liên Xô năm 1947.

## Thời hiện đại
Ngày nay các di tích của trại Buchenwald được dùng làm nơi tưởng niệm, nơi triển lãm thường xuyên và khu bảo tàng, do "Quỹ các công trình tưởng niệm Buchenwald và Mittelbau-Dora" quản lý. Quỹ này cũng quản lý khu tưởng niệm Mittelbau-Dora.

### Cuộc viếng thăm của tổng thống Obama và thủ tướng Merkel
Ngày 5.6.2009 tổng thống Hoa Kỳ Barack Obama và thủ tướng Đức Angela Merkel đã tới thăm Buchenwald sau chuyến đi tới Lâu đài Dresden và Dresden Frauenkirche (Nhà thờ Đức Bà Dresden). Trong chuyến viếng thăm này, họ được Elie Wiesel và Bertrand Herz tháp tùng, cả hai người này đều sống sót từ trại Buchenwald. Tiến sĩ Volkhard Knigge, giám đốc Quỹ các công trình tưởng niệm Buchenwald và Mittelbau-Dora và giáo sư danh dự của Đại học Jena, đã hướng dẫn 4 vị khách đi qua phần còn lại của trại.
Trong chuyến viếng thăm này Elie Wiesel - người đã cùng với Bertrand Herz bị đưa tới Little camp (trại nhỏ) vì là thiếu niên 16 tuổi - đã phát biểu:- "nếu các cây này có thể nói". Lời phát biểu của ông ám chỉ sự mỉa mai về cái đẹp của phong cảnh thiên nhiên và những sự khủng khiếp xảy ra trong trại này.
Tổng thống Obama nói rằng mình đã nghe các chuyện về trại tập trung Buchenwald từ khi còn bé, do ông chú kể, ông chú này từng là quân nhân phục vụ trong "Sư đoàn 89 Bộ binh Hoa Kỳ", những người Mỹ đầu tiên tới Trại Ohrdruf, một trại vệ tinh của trại Buchenwald.

## Hình ảnh

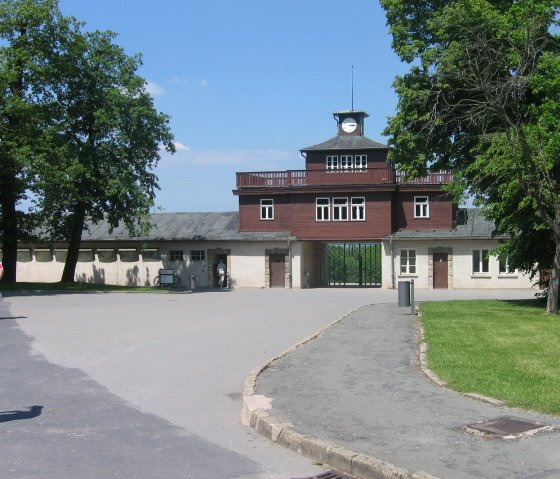
Cổng trại
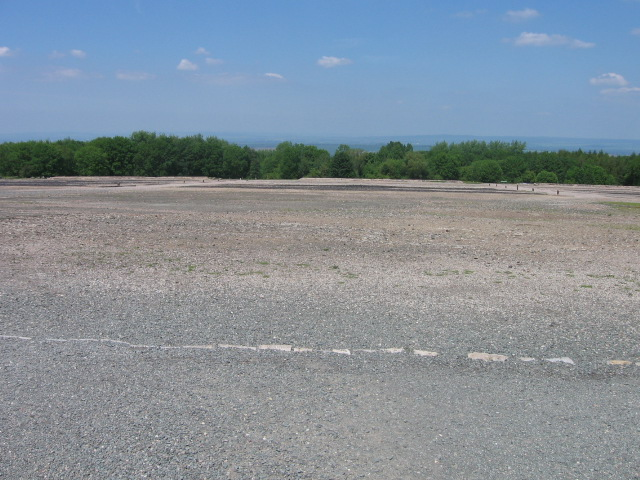
Khu trại chính
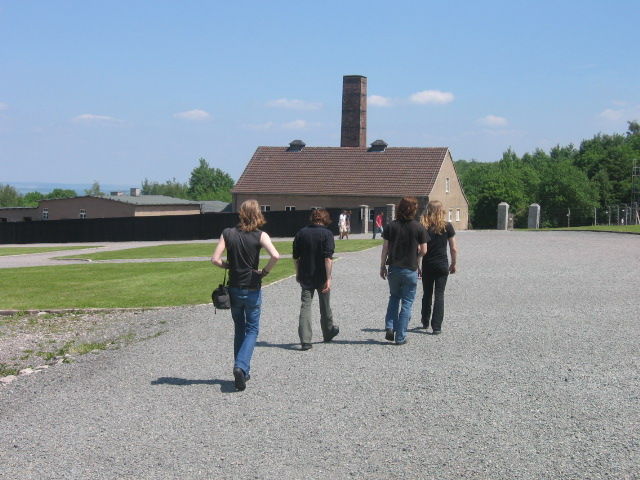
Nhà thiêu xác
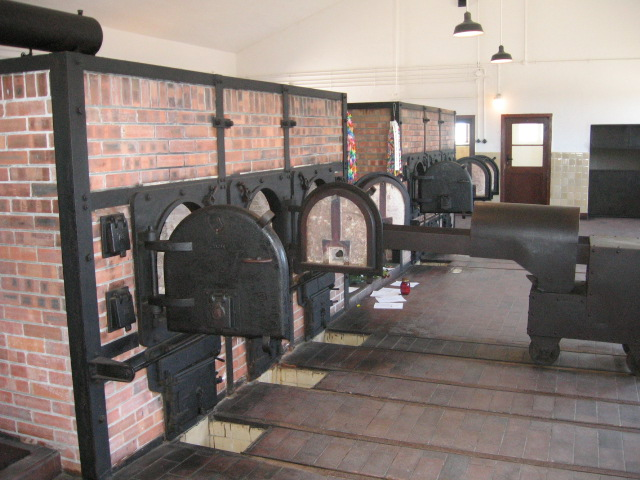
Trong nhà thiêu xác
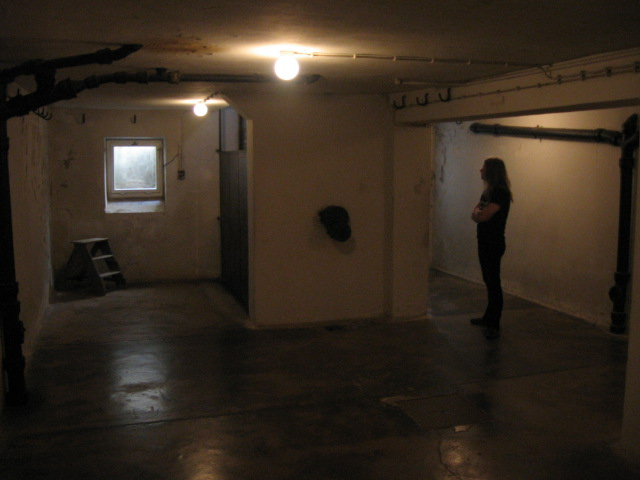
Hầm chứa tử thi
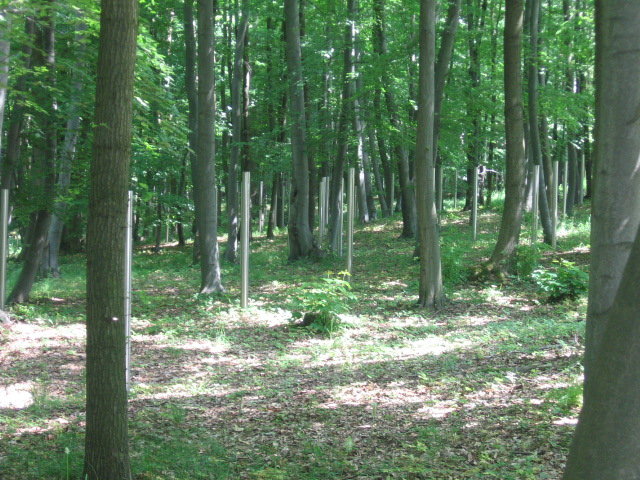
Khu mộ người Nga
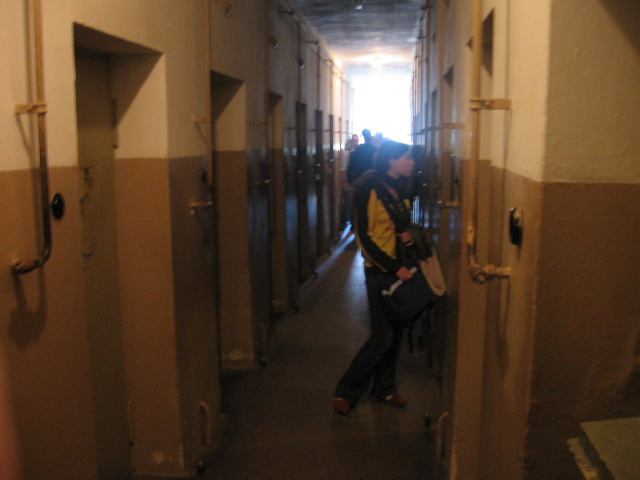
Các xà lim
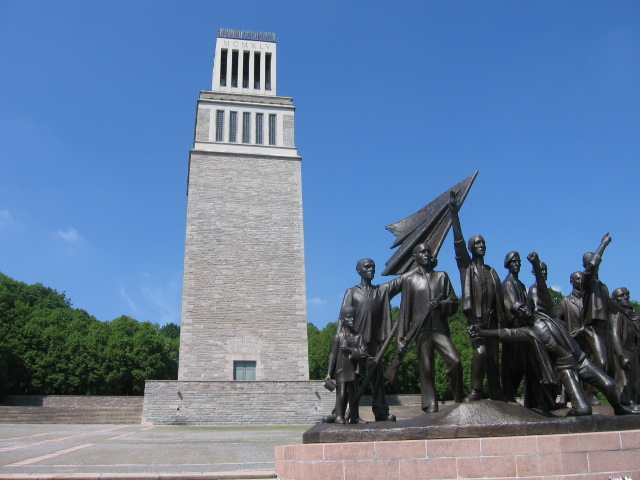
Tượng đài kỷ niệm